# シャムシ・アダド1世
シャムシ・アダド1世（Shamshi Adad、生年不詳 - 前1781年）は、古アッシリア時代の王（在位：前1813年 - 前1781年）であり、オリエント世界に覇を唱えた人物である。アッシリア史上最も重要な王の一人である。アッシリア王名表によればアッシリアの第39代目の王であるがこの時代に関するアッシリア王名表の実証性は低い（後述）。

## 来歴

### アッシリア王即位前
シャムシ・アダド1世はアムル人の有力部族の族長であったイラ・カブカブの息子として生まれた。イラ・カブカブが恐らくマリを巡る紛争で敗れたために、彼の家族はバビロニアへと亡命を余儀なくされた。
しばらく後に、彼はティグリス川河畔の都市エカラトゥムを占領し、ここを拠点にアッシリアへ侵攻した。そして当時のアッシリア王エリシュム2世を破り、紀元前1813年にアッシリア王となった。

### 征服活動

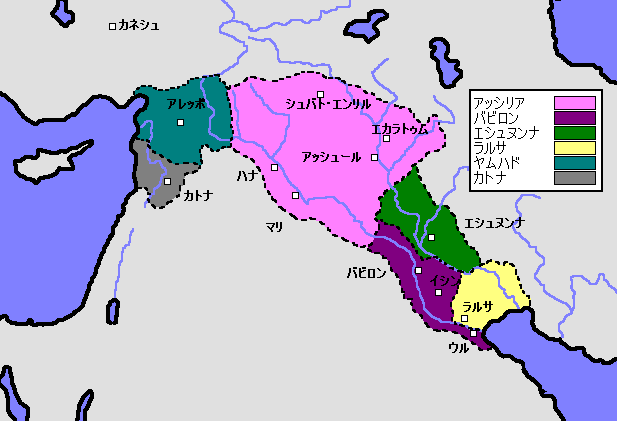
シャムシ・アダド1世と当時の有力国のおおよその勢力範囲

その後シャムシ・アダド1世は新たに首都シュバト・エンリルを築き、ここを拠点に精力的に領土拡大に励んだ。中でも特に重要だったのはマリの占領である。当時のマリ王ヤフドゥン・リム（彼もまた、アムル系の王であった）は強大であり、シャムシ・アダド1世は彼と激しく争った。マリ側の記録には、数度にわたってシャムシ・アダド1世が敗れた事が記載されている。しかし形成は逆転し、更にマリで内紛が発生してマリ王ヤフドゥン・リムが暗殺されたのに乗じてマリの支配権を握る事に成功した。
これを含めた征服活動によって北部メソポタミア全域にアッシリアの勢力を拡大し、名実ともにオリエント最大の君主となった。支配下にある領域以外にもその影響力は及び、例えばバビロンのハンムラビ王などはシャムシ・アダド1世が王位にある間は臣従していた。

### 国内統治
アッシリア王位を得た後、彼は領内の重要拠点であるエカラトゥムの副王に長男イシュメ・ダガン1世を、またマリの副王にやはり息子のヤスマフ・アダドをつけ周辺を監督させた。ただし、彼の息子達は領土統治に関してシャムシ・アダド1世の指示を細かく仰いでおり、実質的にはシャムシ・アダド1世が全領土に支配権を及ばせていた。彼の息子たちへの書簡は粘土板文書として多数発掘されている。ここで彼は、勇猛で次々に戦功を挙げるイシュメ・ダガンを賞賛しつつ、軍人としての才能に乏しかったと思われるヤスマフ・アダドを叱咤激励しながらも、この下の息子の将来を案ずるなど、政治家・武人でありながらも人の親でもある彼の人柄を、今日に生々しく伝えている。
また、彼が行った重要な事業にアッシリア王名表の編纂がある。アッシリア王名表は幾度か編纂が行われているが、その最初の物はシャムシ・アダド1世のものである。これは自らのアッシリア王位の正当性を示すために編纂されたと考えられ、彼以前の王についての情報は意図的と思われる改竄がかなりの程度施されている。この王名表の中では彼の父イラ・カブカブは第25代、すなわち14代も前のアッシリア王として登場するほか、初代の王トゥディヤからは第18代の王ハレまではアムル系の名前を持っているなど、元来非アムル系の初期アッシリア王の系譜に、彼の祖先の系譜を割り込ませたと思しき痕跡が認められる。そのため、彼が作成させた部分についての実証性は低く注意を要する。
王名表の編纂のほか、彼はアッシュル市のエンリル神殿を再建するとともに、世界の王という称号を用いる等した。

## 死後
シャムシ・アダド1世は長期にわたって王位にあったが、前1781年に死去した。これは当時のオリエント世界における大事件であり、バビロンをはじめ多くの国でこの年に「シャムシ・アダド1世が死んだ年｣またはそれに類する意味を持った年号がつけられている。
彼の死後長男のイシュメ・ダガン1世が王位を継いだが、前1777年にヤフドゥン・リムの息子ジムリ・リムの攻撃によってマリを失うなど勢力は振るわず国内も混乱した。
シャムシ・アダド1世死後のアッシリア衰退に伴って、バビロン、ラルサ、マリ、エシュヌンナ等が、アッシリアの覇権の後釜を巡って争い、やがてバビロンのハンムラビ王がその座を得る事となる。